# دوينو اوريسينا
 دوينو اوريسينا ، (بالإنجليزية: Duino-Aurisina)‏، (الألمانية:Thübein-Nabreschin)، (السلوفينية: Devin-Nabrežina)، هي (بلدية) في مقاطعة ترييستي، في إقليم فريولي فينيتسيا جوليا الإيطالي. بالقرب من الحدود مع سلوفينيا، لديها عدد كبير من السكان السلوفينية. تم تسميتها من قبل المستوطنتين الرئيسيتين، دينو (ديفين)، وأوريسينا (نابريينا).

## السكان
في سنة 1871 بلغ عدد السكان  نسمة، وتطور العدد ليصل في سنة 2011 لـ 8٬586 نسمة.
يظهر هذا المخطط البياني تطور النمو السكاني لـ دوينو اوريسينا

## توأمة
لدوينو اوريسينا اتفاقيات توأمة مع كل من:
- Buje [الإنجليزية]‏
- إيليرسكا بيتريسا

## معرض صور

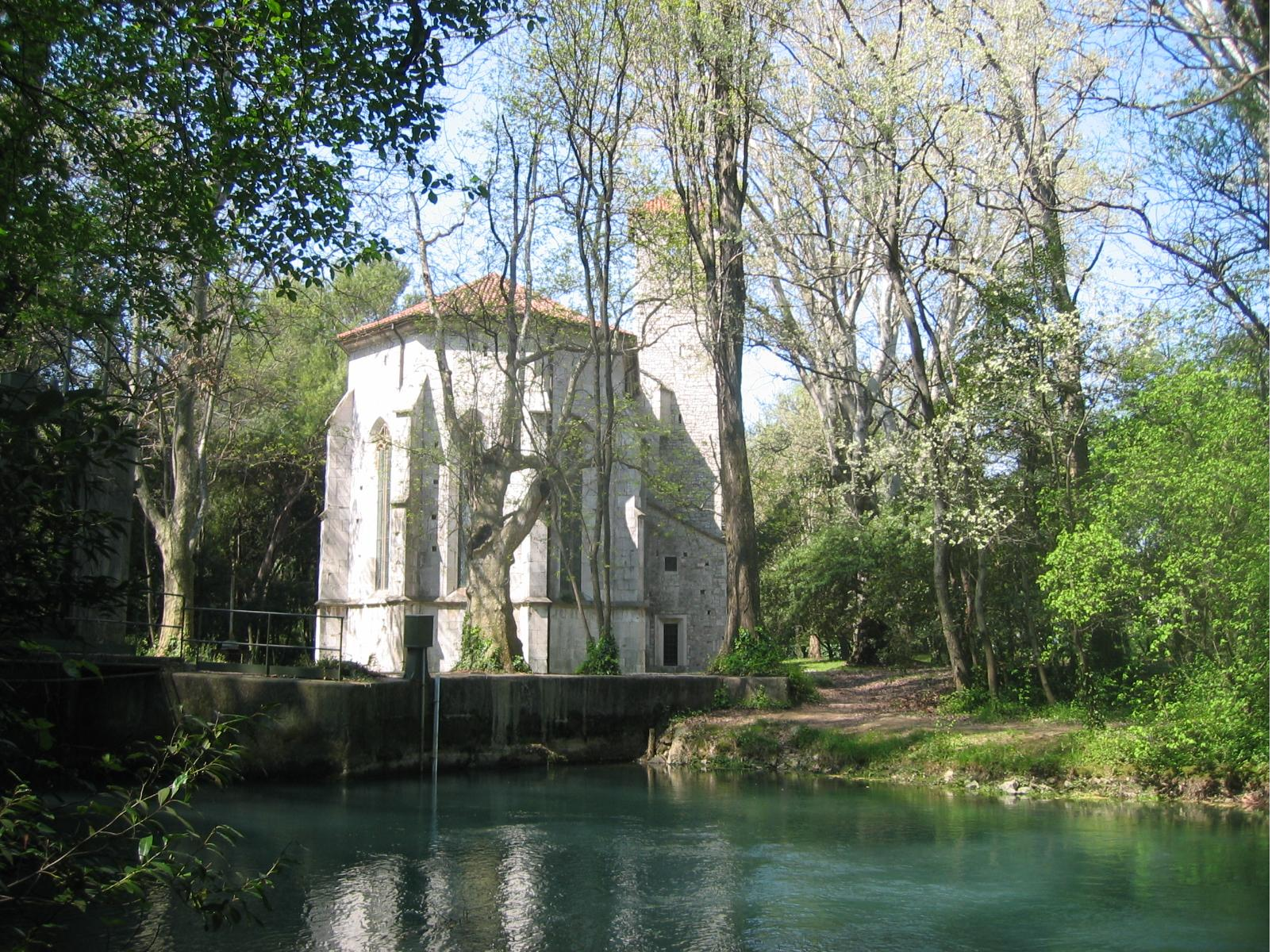
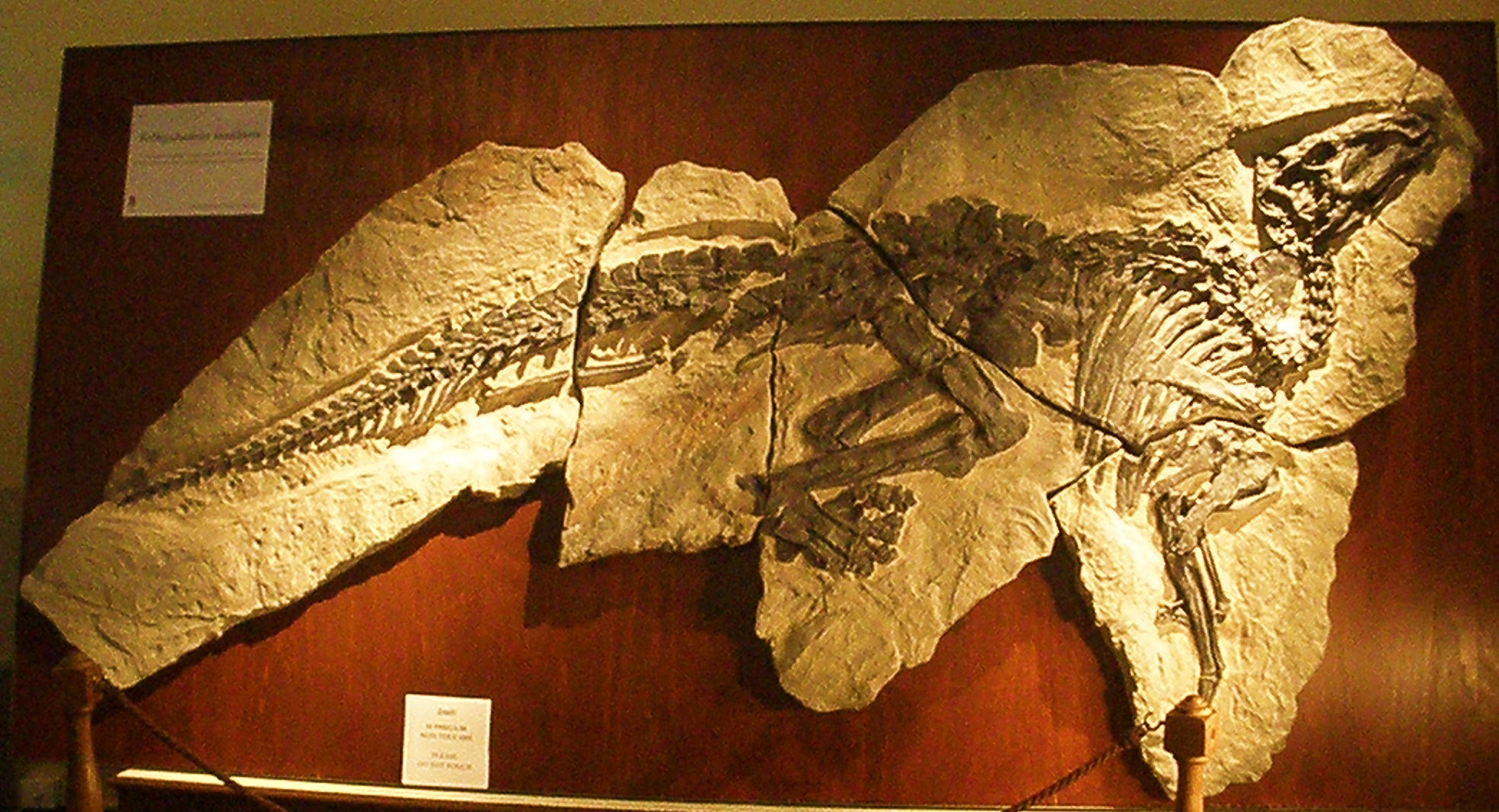
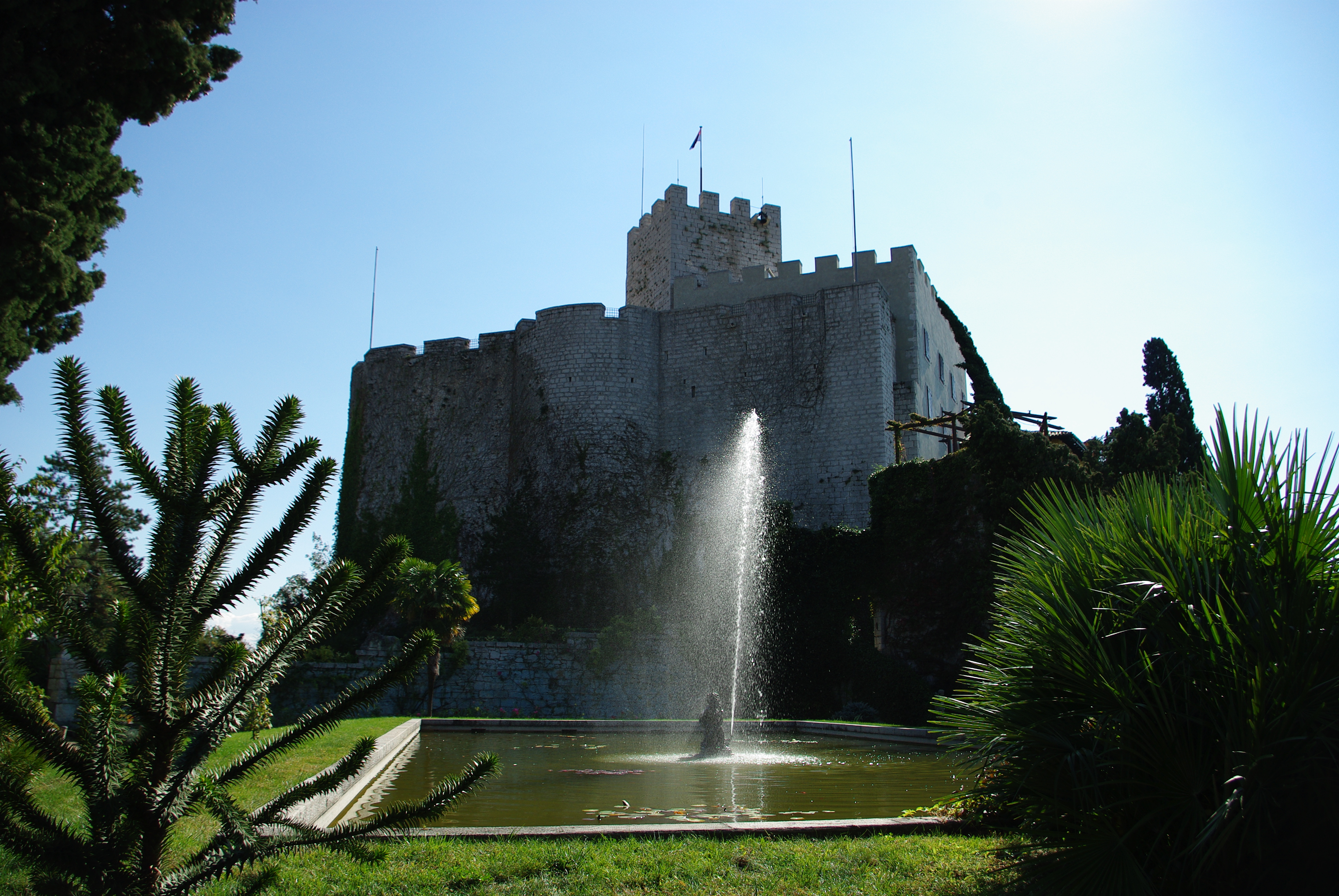
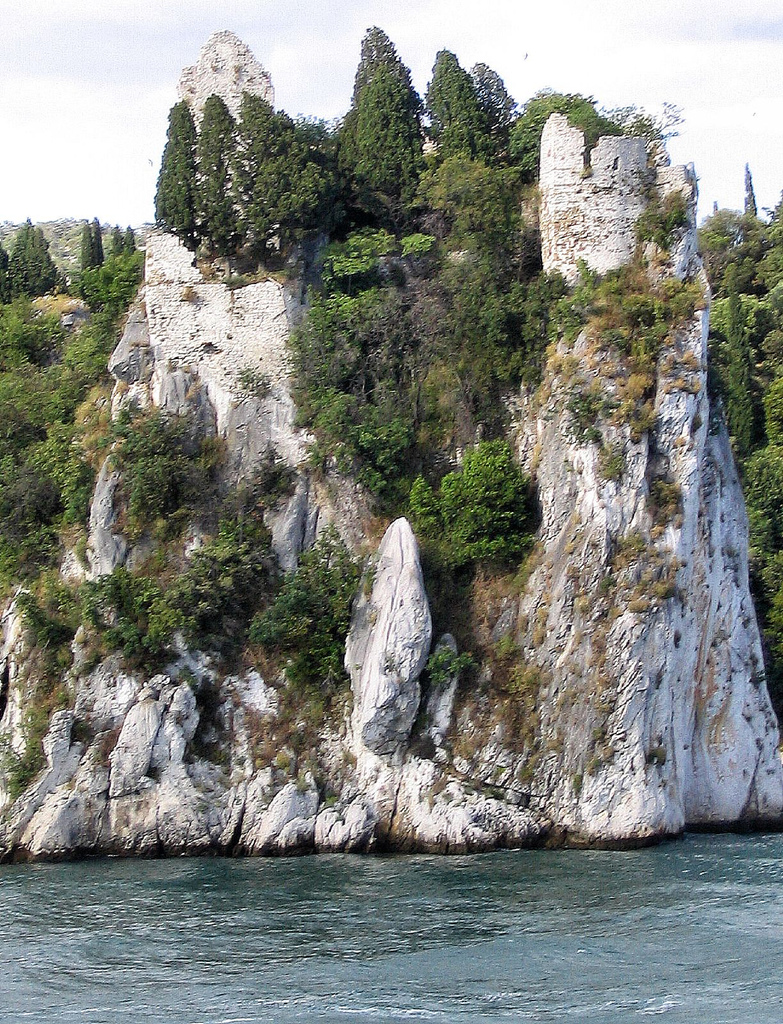
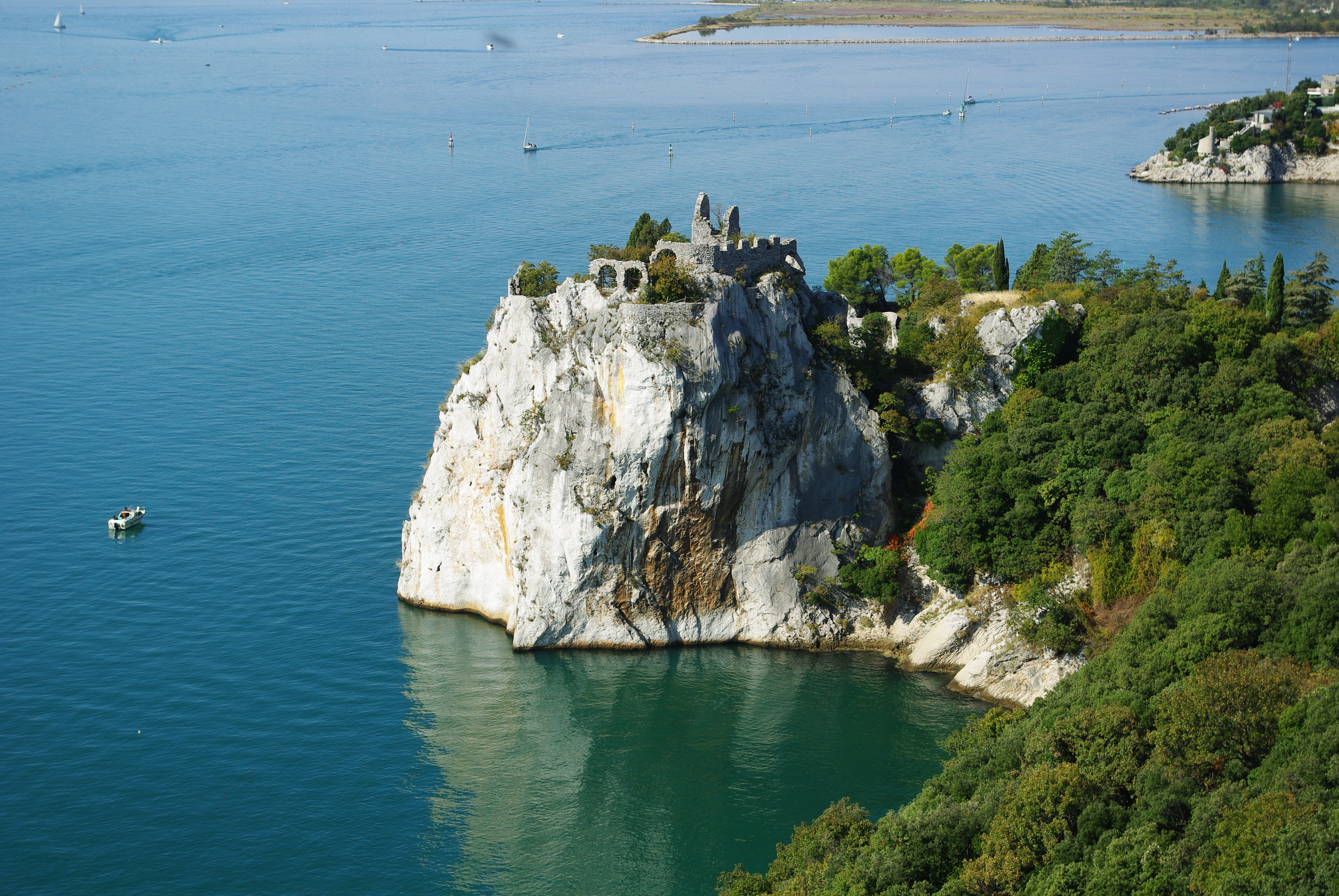

## أعلام
- لودفيغ بولتزمان